# Rock Islands
Rock Islands (další používaný název Chelbacheb, volný český překlad Skalní, či Skalnaté ostrovy) je souhrnné pojmenování pro skupinu vápencových a korálových ostrovů v rámci souostroví Palau. Rozprostírají se jižně od největšího ostrova Babelthuap a severně od ostrova Peleliu. Z administrativně-správního hlediska jsou součástí státu Koror. Rock Islands čítají na 300 ostrůvků, které jsou z většiny porostlé bujnou tropickou vegetací a nejsou trvale osídleny (výjimkou je Koror, kde žijí dvě třetiny populace Palau).

## Světové dědictví UNESCO
Rock Islands a především okolní moře a korálové útesy byly v roce 2012 zapsány na seznam světového dědictví UNESCO pod názvem „Rock Islands Southern Lagoon“. Chráněné území má celkovou rozlohu 1 640 km² (pevnina ostrovů je cca 47 km², zbytek plochy připadá na moře). Jedinečnost lokality spočívá v jejím zachovalém unikátním přírodním prostředí – rozlehlý korálový útes, který obývá téměř 400 různých druhů korálů, velké množství malých izolovaných jezer s mořskou vodou, vysoká biodiverzita jak vodních, tak suchozemských organismů včetně několika endemických.

## Fotogalerie

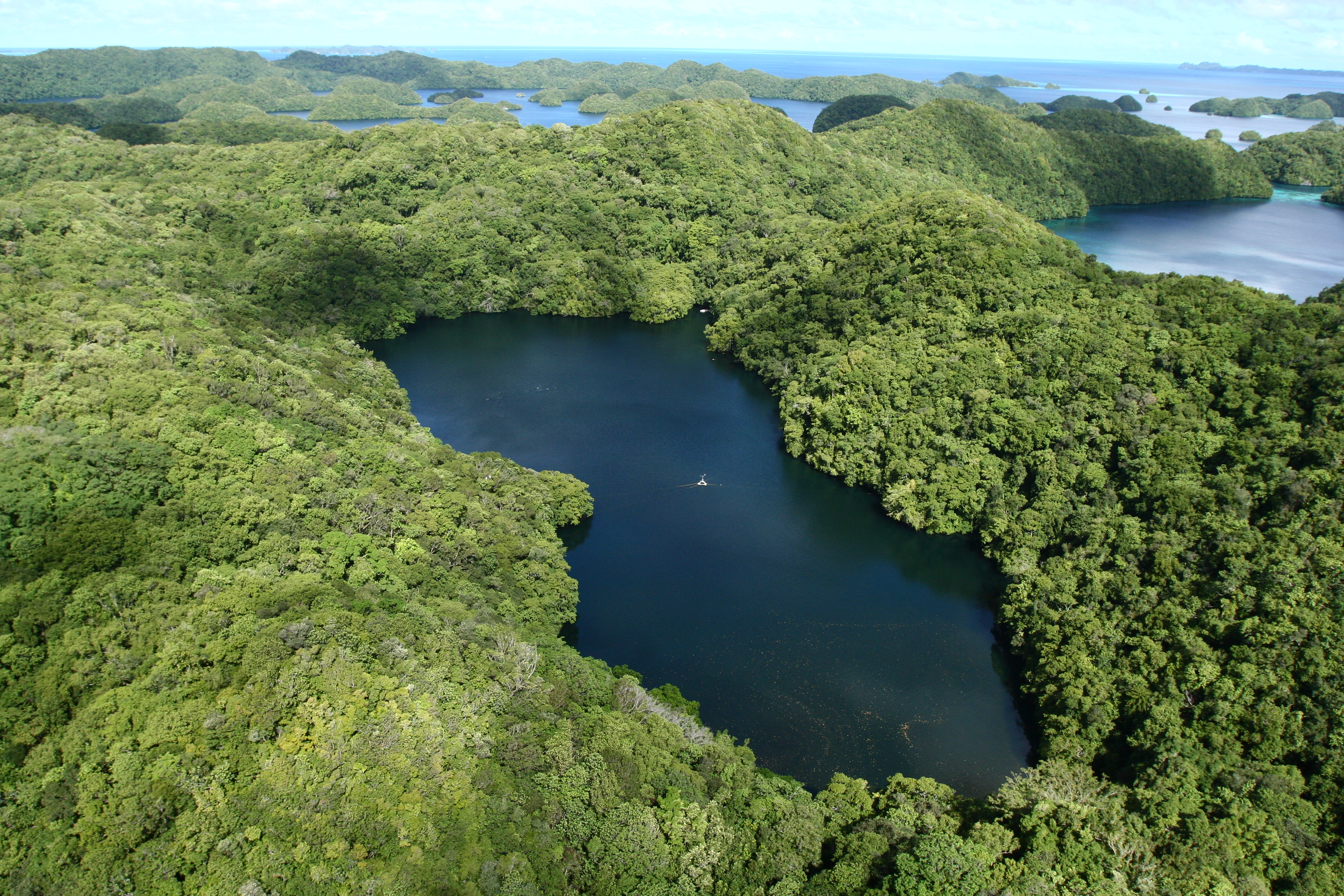
Jezero Jellyfish
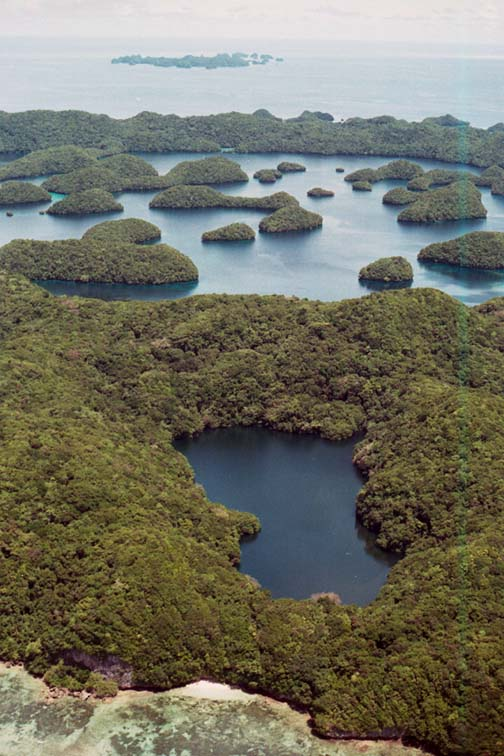
Letecký snímek části Rock Islands
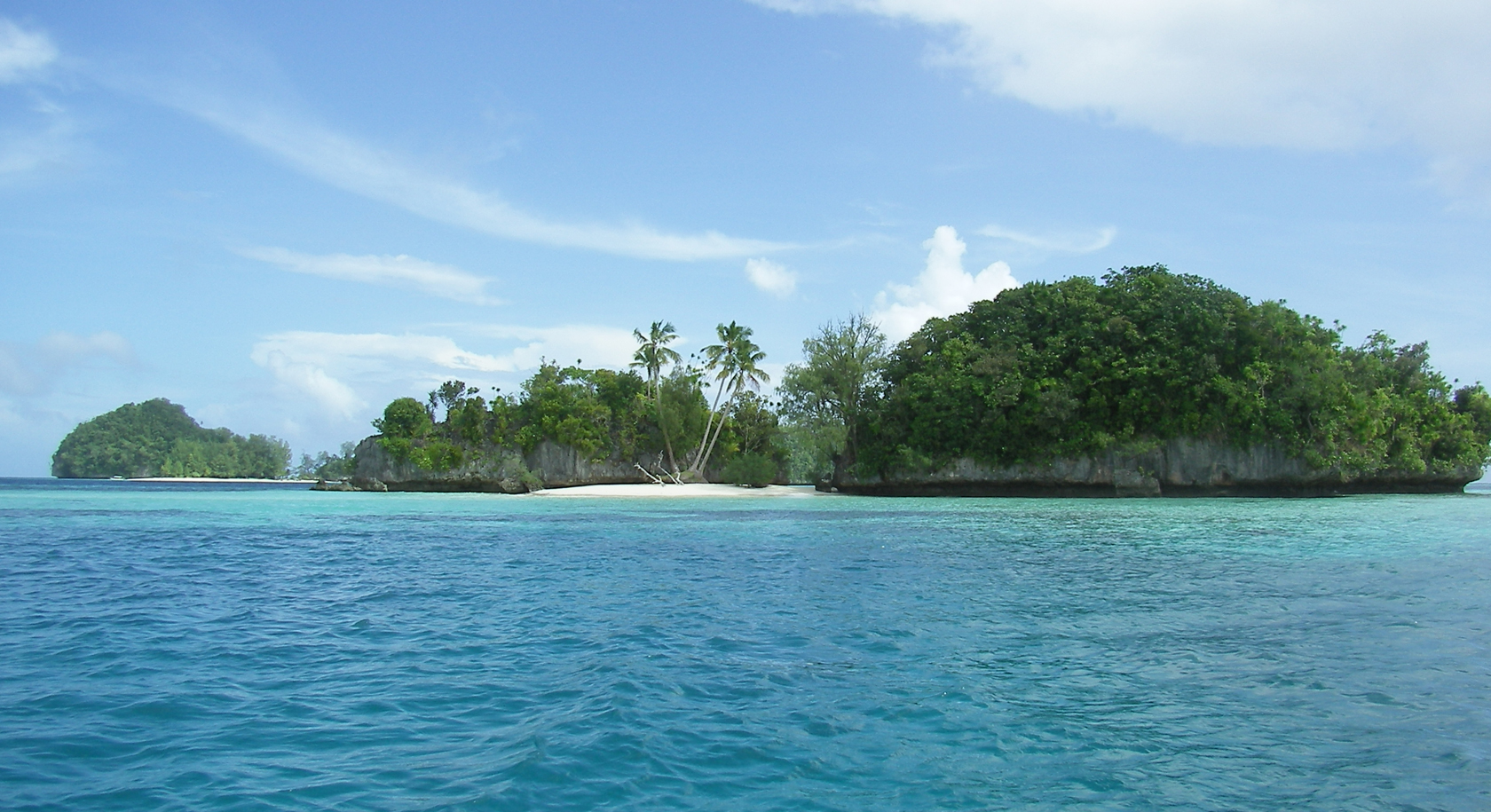
Rock Islands
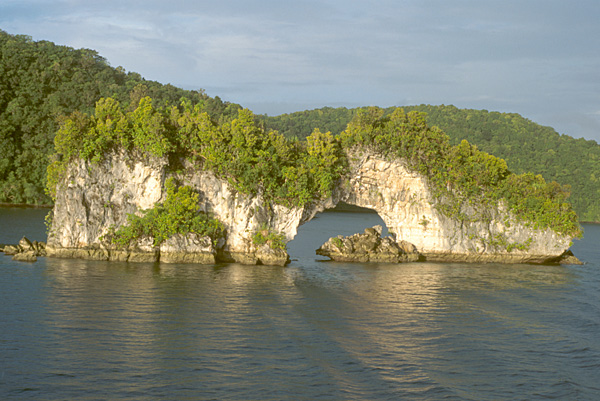
Rock Islands